# Гибкое бетонное покрытие
Гибкое бетонное покрытие — инженерная конструкция, состоящая из бетонных блоков, соединённых между собой гибкими связями.

## Область применения
- защита от разрушения гидротехнических сооружений
- защита подводного перехода трубопровода от механических повреждений;
- защита грунтов от размыва;
- защита подтопляемых откосов дорог и конусов мостов;
- укрепление берегов;
- защита дна акваторий портов от размыва винтами судов;
- дополнительная защита кабельных трасс, прокладываемых через водные преграды;
- защита временных противопаводковых сооружений;
- защита гребней плотин и дамб от размыва при переливе;
- сооружение каналов, канав и стоков;
- защита дна отстойников.

## Классификация

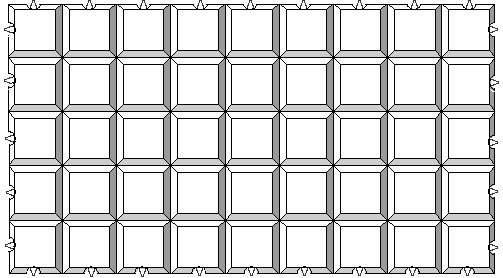
Плиты железобетонные с металлическими петлями для соединения между собой

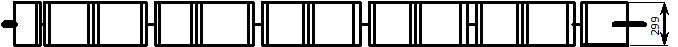
Гирлянды железобетонные

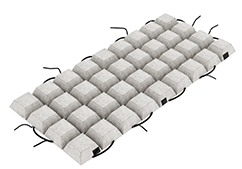
Плита ПБЗГУ модели 405

- Гибкая бетонная плита (ГиБП) ГЕОСОТЫ®;
- Гибкие бетонные плиты (ГБП).

- Плиты железобетонные гибкие сборные (ПГ-10, ПГ-12, ПГ-15);[1]
- Гибкое бетонное покрытие сборное. Гибкие бетонные плиты (ГБП-100, ГБП-150, ГБП-200, ГБП-250);[2]
- Гирлянды железобетонные гибкие сборные Г-1 и Г-2;[3]
- Плита укрепления гибкая (ГП1-75, ГП2-75, ГП1-150, ГП2-150);[4]
- Универсальные гибкие защитные бетонные маты (УГЗБМ-105, УГЗБМ-202, УГЗБМ-305, УГЗБМ-405); согласно п. 8.20 СП 80.13330.2016 запрещено использовать при воздействием волн, течения реки и льда.
- Маты бетонные защитные гибкие универсальные сферические (УГЗБМ-105-С, УГЗБМ-202-С, УГЗБМ-305-С, УГЗБМ-405-С); согласно п. 8.20 СП 80.13330.2016 запрещено использовать при воздействием волн, течения реки и льда.
- Плиты покрытия бетонного защитного гибкого универсального (ПБЗГУ-105, ПБЗГУ-202, ПБЗГУ-405);.
- Гибкая бетонная плита (ГиБП).
- Покрытие бетонное защитное гибкое универсальное (ПБЗГУ) ;

## История
Первые упоминания о гибком бетонном покрытии на территории СССР встречаются в Советской технической литературе в 1964 году — «Методические рекомендации по проектированию и строительству гибких железобетонных покрытий, откосов транспортных сооружений», разработанных Всесоюзным научно-исследовательским институтом транспортного строительства Минтрансстроя (ЦНИИС). В 1987 году на основе этих рекомендаций и рабочих чертежей — «Плита гибкая железобетонная», шифр 258Р-КЖ1и-ПГ Ленгипротрансмост 1966 г. или № 26595-М., Союздорпроект; 1986 г., разработаны технические условия на гибкие железобетонные плиты толщиной 150—100 мм ТУ 1856-87. Так же в 1987 году введены технические условия ТУ 218 УССР 56-87 на Гирлянды железобетонные гибкие сборные Г-1 и Г-2, разработанные ЦНИИС.
Работоспособность гибких железобетонных покрытий была установлена по результатам обследований в 1990—1991 гг. их многолетней эксплуатации на объектах автомобильных и железных дорог на участках креплений плитами толщиной:
- 15 см на 986 км подхода к мосту через р. Волгу у г. Сызрани Куйбышевской железной дороги, построен в 1967 г.;
- 10 см на 203 км железнодорожной линии Тюмень-Сургут, построен в 1971 г.;
- 10 см на 785 км подхода к мосту через р. Медведицу автодороги Москва-Волгоград, построен в 1989 г.;
- 15 см на берегу р. Оби на железнодорожном мостовом переходе у г. Барнаула, построен в 1989 г.[6]

Однако эта разработка не пошла в массы, одна из причин — использование металлической арматуры, подверженной коррозии.

## Конструкция
- Плиты железобетонные гибкие сборные (ПГ) состоят из бетонных блоков, соединенных стальной проволокой диаметром 5 мм. Между собой плиты стыкуются за металлические петли диаметром 14 мм. Гибкость железобетонного покрытия обеспечивается системой ортогонально-направленных линейных шарниров. Они выполняются путём разрезки бетона плиты в двух направлениях с разделением плиты на прямоугольные или квадратные элементы, при этом арматура в местах разреза выполняет роль пластической связи.[5]
- Гирлянды железобетонные гибкие сборные Г-1 и Г-2 состоят из бетонных блоков армированных двумя металлическими стержнями диаметром 5 мм. Арматурные стержни имеют оболочку из полиэтилена, нанесенную методом термопрессования. Гирлянды предназначены для сборки из них блоков гибкой железобетонной решетки. Блок гибкой решетки собирается из 12 гирлянд.[3]
- Маты УГЗБМ состоят из бетонных блоков (36 штук), соединенных между собой замоноличенным искусственным канатом. Используемый канат выдерживает нагрузку на разрыв от 2 тонн и более. Изготавливаются из бетона марки В30 по прочности, F200 — по морозостойкости, W6 — по водонепроницаемости. По форме и высоте (от 60 до 240 мм) бетонных блоков различают четыре модели матов, все они имеют одинаковую площадь (2750х1230 мм). Между собой маты УГЗБМ соединяются стальными скобами, забиваемыми между блоками соседних матов в грунт.
- Маты УГЗБМ-С имеют размеры полностью идентичные матам УГЗБМ, за счет сферической верхней части бетонных блоков снижается гидродинамическое сопротивление конструкции воздействию потоков с высокой скоростью течения.
- Плиты ПБЗГУ состоят из бетонных блоков, соединенных между собой замоноличенным искусственным канатом. Конфигурация и высота блоков определяется моделью ПБЗГУ (60,150,240 мм.). Размер плит ПБЗГУ (2746x1226 мм). Отличаются от гибких защитных матов наличием узлов крепления (дополнительные монтажные канаты (ДМК), угловые соединительные петли (СП), металлические закладные детали (ЗД)). Скрепление плит между собой в единое покрытие за ДМК и СП происходит опрессовыванием ДМК либо каната продетого через соседние СП алюминиевой втулкой (канатным зажимом). При производстве плит ПБЗГУ применяется бетон марки В30 по прочности с повышенными характеристиками по морозостойкости до F300 и водонепроницаемости до W8, что позволяет применять конструкцию во всех климатических поясах России, в том числе в условиях Крайнего Севера. Согласно[7], плиты ПБЗГУ выдерживают нагрузку от течения реки со скоростью до 7 м/с, от льда толщиной до 2,5 м, от волн высотой до 4 м.
- ГиБП представляет собой гибкую конструкцию, состоящую из пространственной полимерной решетки (ППР GW), ячейки которой скреплены полимерным шнуром и заполнены бетоном различных марок.
- Гибкие бетонные плиты ГБП, состоят из бетонных блоков (32 штуки) соединенных замоноличенным синтетическим канатом. По углам и посередине длинной стороны в ГБП предусмотрены соединительные петли, предназначенные для объединения плит в гибкое бетонное покрытие. Плиты ГБП имеют соотношение сторон 2:1 (2800 х 1400 мм), что значительно упрощает укладку и сборку покрытия на объектах строительства. Габаритные размеры бетонных блоков (340 х 340 мм), а также углы наклона боковых граней подобраны для обеспечения максимальной гибкости и прочности изделия в совокупности с высокими эстетическими свойствами покрытия. Гибкие бетонные плиты подразделяются на 4 модели ГБП-100, ГБП-150, ГБП-200 и ГБП-250 в зависимости от высоты и формы бетонных блоков.

## Преимущества. Свойства
- возможность покрытия принимать форму защищаемой поверхности без дополнительных изгибающих моментов;
- гибкое бетонное покрытие может укладываться на защищаемую поверхность без подготовки, непосредственно на грунт;[6]
- конструкция покрытия обладает достаточной деформативностью, обеспечивающей плотное прилегание его к грунту, что сводит к минимуму объёмы воды под покрытием, которая может мигрировать из областей с повышенным давлением на соседние участки;[6]
- Применение синтетических материалов в качестве арматуры исключает разрушение гибких плит вследствие корродирования;
- все покрытия имеют заводское изготовление, что приводит к снижению стоимости работ по монтажу и позволяет следить за качеством продукции.
- Сертифицированные и защищенные патентами изделия, изготовленные в заводских условиях на специализированных заводах при жестком контроле качества и представляющие собой законченные изделия, не требующие дополнительных операций на месте их применения, устойчивые к ледовому воздействию, ударам топляка, переносимыми течением предметами и иным механическим воздействиям;
- Удобство загрузки, транспортировки разными видами транспорта, скорость и дешевизна логистики благодаря производству в районе работ;
- Удобная разгрузка и укладка за счет гибкости конструкции, позволяющей монтировать изделия фактически на любой рельеф грунта при помощи минимального количества рабочей силы и техники и применение для абсолютного большинства объектов, нуждающихся в защите;
- Возможность штабелировано хранить изделия на открытом воздухе без потери качества;
- Возможность повторного использования, срок службы до 60 лет.

## Недостатки
- плиты железобетонные гибкие сборные (ПГ), так же как и гибкие железобетонные гирлянды, подвержены быстрой коррозии соединительной арматуры, как следствие разрушению всей конструкции;
- Использование стальных скоб для крепления матов УГЗБМ между собой может привести к повреждению подложки из геосинтетических материалов;
- Покрытие ГиБП обладает незначительными прогибами и не может в полной мере охватить изгибы защищаемой поверхности.